# 岡っ引
岡っ引（おかっぴき）は、江戸時代の町奉行所や火付盗賊改方など、警察機能の末端を担った非公認の協力者を指す俗称である。

## 呼称
奉行所から十手を授かる少数の正式な十手持ちは“小者”と呼ばれ、定町廻り同心が個人的に雇用する多くの非公認の“御用聞き”とは区別されていた。正しくは江戸では御用聞き（ごようきき）、関八州では目明かし（めあかし）、上方では手先（てさき）あるいは口問い（くちとい）、と各地方で呼称は異なった。岡は「岡目八目」と同じく脇の立場の人間であることを表し、公儀の役人である同心ではない脇の人間が拘引することから岡っ引と呼ばれた。岡っ引は配下に手下、下っ引と呼ばれる子分を持つことも多かった。
本来「岡っ引」は蔑称で、公の場所で用いたり自ら名乗る呼称ではない。下っ引きを配下とすることから「親分さん」が正しい呼称だが、時代小説や時代劇で用いる事例が多い。本項では、便宜上「岡っ引」で統一する。

## 歴史
起源は軽犯罪者の罪を許し手先として使った「放免」である。武士は市中の落伍者・渡世人の生活環境・犯罪実態について不分明なため、捜査の必要上、犯罪者の一部を体制側に取り込み情報収集のため使役する必要があった。江戸時代の刑罰は共同体からの追放刑が基本であったため、町や村といった公認された共同体の外部に、そこからの追放を受けた無宿の者（落伍者・犯罪者）の共同体が形成され、その内部社会に通じた者を使わなければ捜査自体が困難だったのである。必然的に博徒、エタ、的屋などのやくざ者や、親分と呼ばれる地域の顔役が岡っ引になることが多く、両立しえない仕事を兼ねる「二足のわらじ」の語源となった。奉行所の威光を笠に着て威張る者や、恐喝まがいの行為で金を強請る者も多く、たびたび岡っ引の使用を禁止する御触れが出た。

## 業務

### 江戸の場合
南町・北町奉行所には与力が各25騎、同心が各100人配置されていたが、警察業務を執行する廻り方同心は南北合わせて30人にも満たず、人口100万人にも達した江戸の治安を維持することは困難であったため、同心は私的に岡っ引を雇っていた。岡っ引が約500人、下っ引を含めて3000人余りがいた。
奉行所の正規の構成員ではなく、俸給も任命もなかったが、同心から手札（小遣い）を得ていた。同心の屋敷には岡っ引のための食事や間食の用意が常に整えてあり、いつでもそこで食事ができたようである。ただし、岡っ引を専業として生計を立てた事例はなく、女房に小間物屋や汁粉屋をやらせるなど家業を持った。
『半七捕物帳』や『銭形平次』などの時代劇で、岡っ引は十手を常時預かっているように描かれているが、実際は奉行所の要請に基づき事件のたびに奉行所へ取りに行った。携帯する際も周囲から見えるような帯差しはせず、テレビ時代劇『新五捕物帳』が描いたように懐などに隠し持ち、盗まれたりしないようにした。時代劇で十手に房が付いていることがあるが、房は同心以上に許されるもので岡っ引の十手には付かない。『伝七捕物帳』の黒門町の伝七のように、奉行から十手を拝領する小者でも紫色の房の十手は持つことはできず、十手に紫色の房を付ける者は要職だけで、岡っ引が付けることはない。紫の房が付けられた十手は捕物で武器として使用する物ではなく、式典の時に携帯する物である。この役職の者の身分証明や議員バッジのような意味合いの物であって、普段やたらに持ち歩く物ではなかった。伝七の下っ引きや、仲間の御用聞きの五平親分等の携帯する十手には、雇い主の同心と同じ朱房が付けられた十手を携帯しているが、御用聞きが房を付けた十手を持つことは、本来は禁止されている。
半七捕物帳を嚆矢とする捕物帳の探偵役としても有名であるが、実態はかなり異なる。推理小説研究家によっては私立探偵と同種と見る人もいる（藤原宰太郎など）。

### 大坂の場合
一般の町民が内密に役人から命じられて犯罪の密告に当たった。江戸とは異なり、犯人の捕縛に携わらず、密告専門であった。

### 地方の場合
江戸では非公認な存在であったが、それ以外の地域では地方領主により公認されたケースも存在している。例えば奥州守山藩では、目明しに対し十手の代わりに帯刀することを公式に許可し、かつ、必要経費代わりの現物支給として食い捨て（無銭飲食）の特権を付与している。また、関東取締出役配下の目明し（道案内）は地元町村からの推薦により任命されたため、公的な性格も有していた。例として天保水滸伝に登場する飯岡助五郎が挙げられる。

## 岡っ引を扱った作品

### 小説等
- 半七捕物帳
- 銭形平次捕物控
- 人形佐七捕物帳

以上は「五大捕物帳」の一角を占める3作。
- 伝七捕物帳
- 新五捕物帳
- 佐武と市捕物控
- 岡っ引どぶ
- 幕末百話 - 岡っ引の回顧談が収録されている。
- ぼんくら
- 妖怪捕物帖シリーズ

### 時代劇映画や、テレビ時代劇
- 銭形平次
- 伝七捕物帳
- 新五捕物帳
- 文五捕物絵図
- 人形佐七捕物帳